# بنغال
البَنغَال (بالبنغاليَّة:  বঙ্গ) أو بِلَادِ البَنغَالِ أو بَانغَاستان هي منطقة جغرافية ذات خصائص عرقية ولغوية مميزة تقع في القسم الشرقي من شبه القارة الهندية عند قمة خليج البنغال.
قُسمت هذه المنطقة عام 1947 إلى قسمين شرقي ويعرف حالياً بنغلاديش، وغربي ضمن حدود الهند يطلق عليه غرب البنغال.
يسكن هذه المنطقة شعوب البنغال ويتحدثون اللغة البنغالية. يقدر عدد سكانها بـ 250 مليون نسمة

## معرض صور

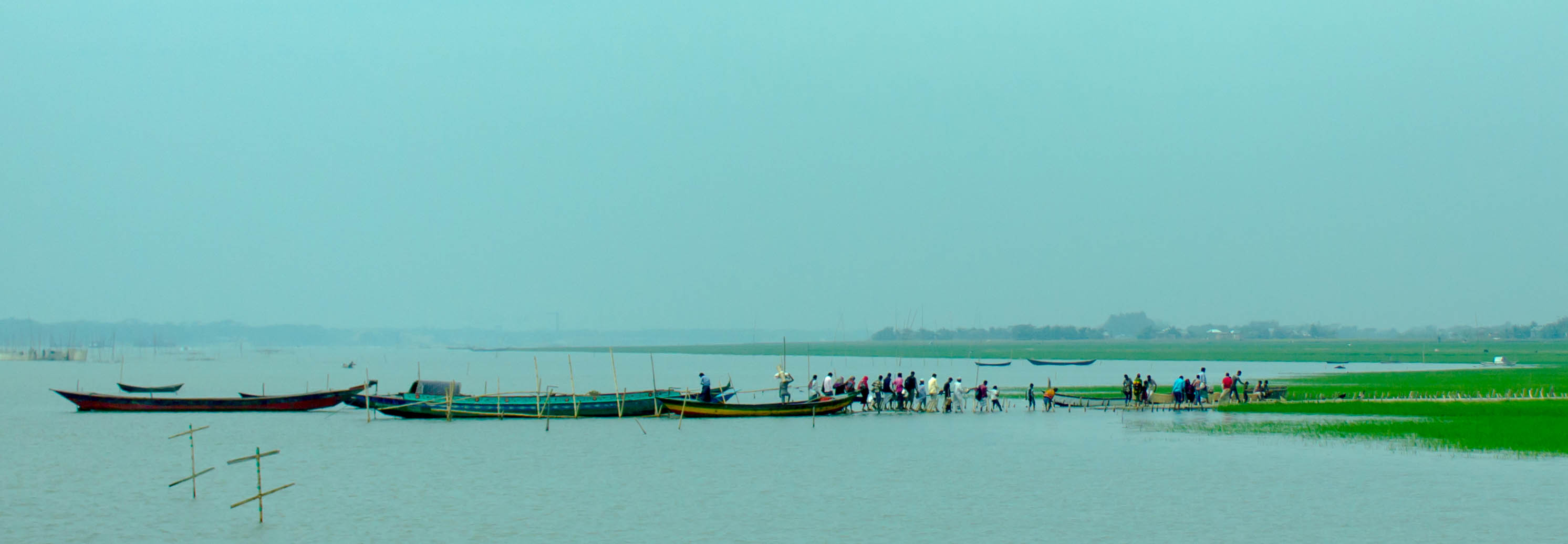
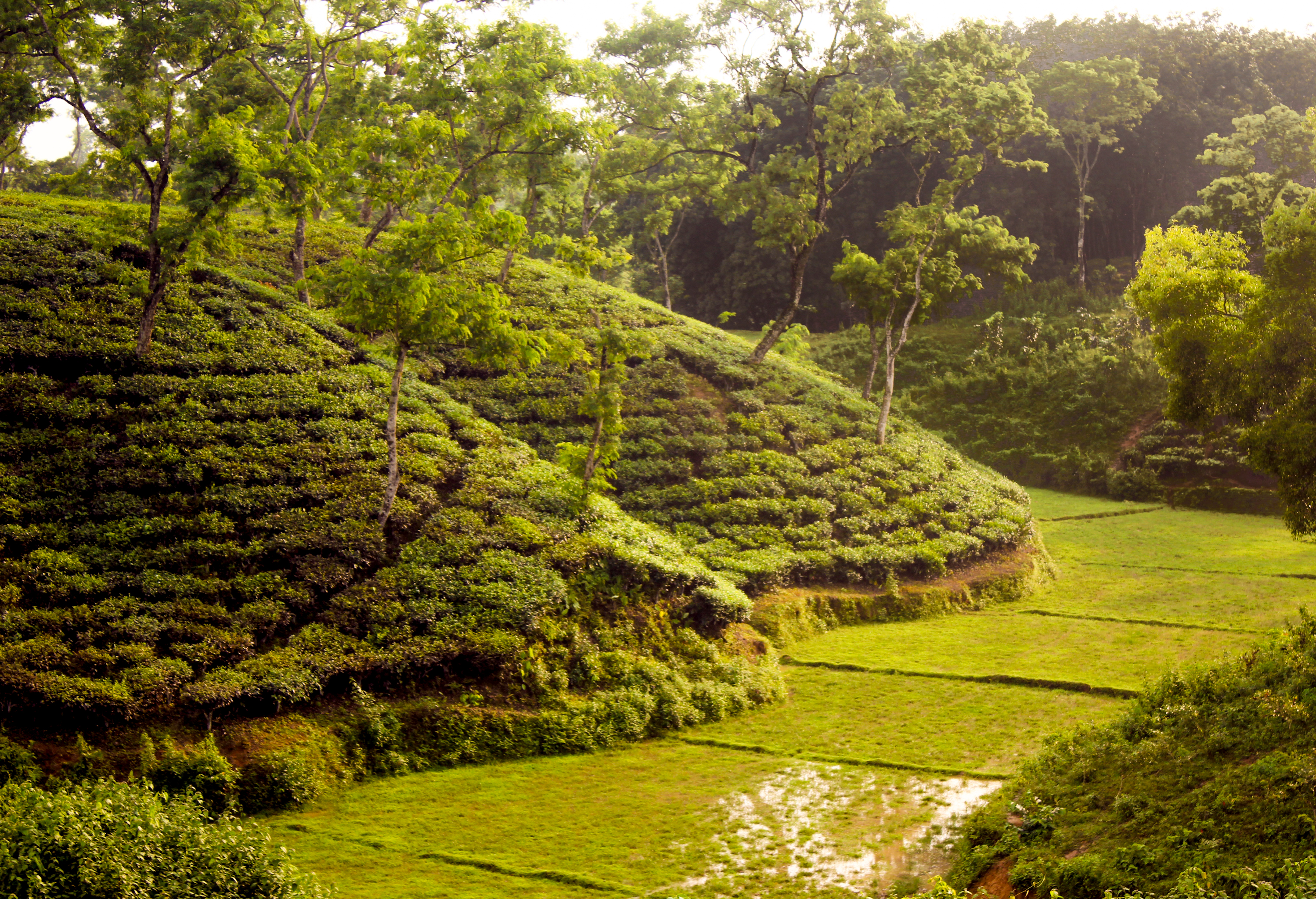
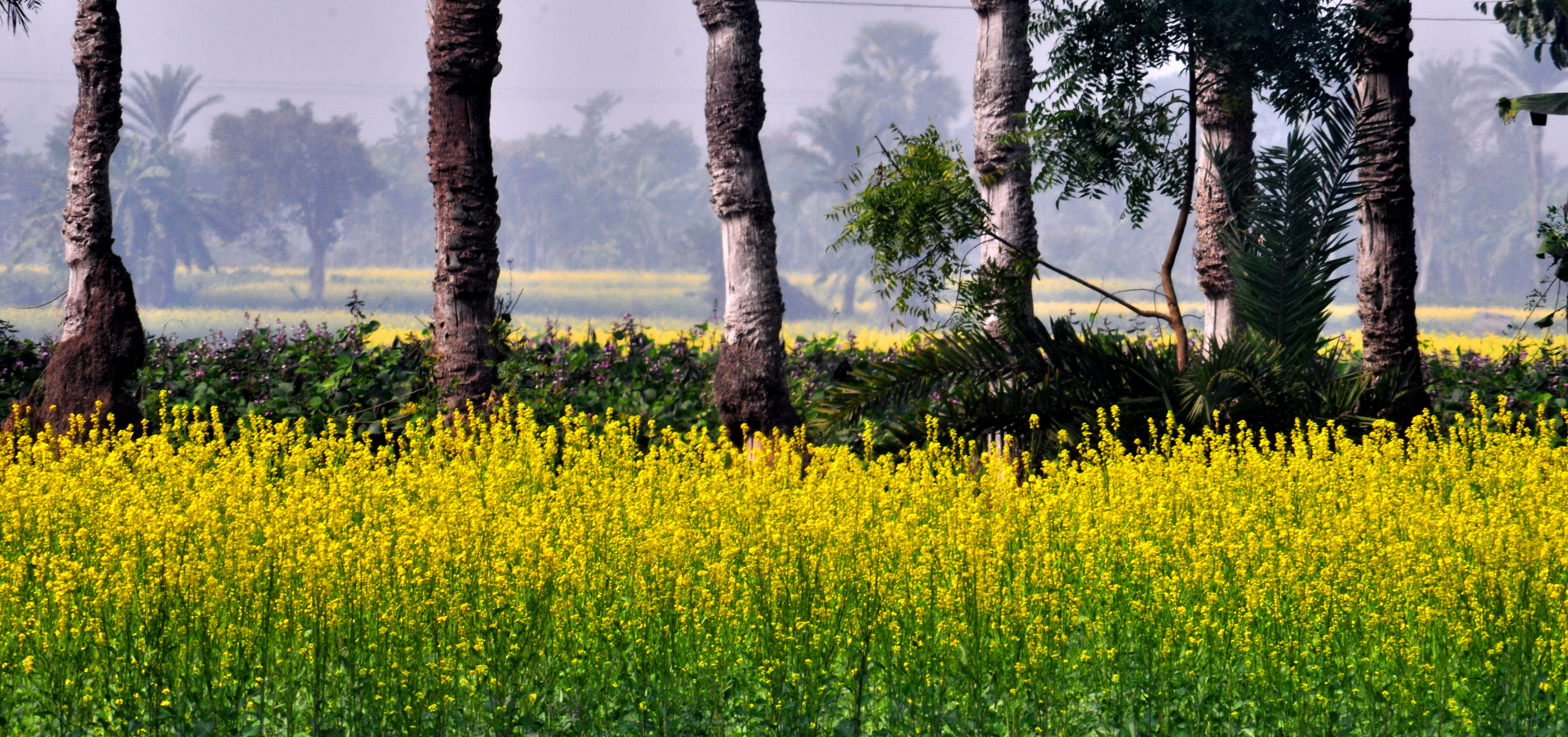

## أعلام
- تشارلز ستورت
- جين سيسمور
- جون ريتشاردسون
- وليامز براون
- وليم رايت